# 上岩橋
上岩橋（かみいわはし）は、千葉県印旛郡酒々井町の大字。郵便番号285-0905。

## 地理
北は伊篠、北東は伊篠新田、東は富里市七栄、南東は尾上、南は東酒々井、酒々井、西は中川、印旛沼新田、北西は柏木に隣接している。

## 歴史
江戸期は上岩橋村であり、下総国印旛郡のうち。佐倉藩領。ただし、享保年間からの新田（林畑）分は幕府領。村高は、「元禄郷帳」648石余、「天保郷帳」「旧高旧領」ともに695石余。元禄14年差出帳によれば、反別田53町7反余・畑22町9反余・屋敷8反余、とらふ竹藪1か所、家数68、小物成として栗代永68文・茶代永7文・野銭永100文山銭京10貫973文のほか、糠・藁・縄を納め、千石夫・御用薪・伝馬役などを負担している（福田家文書/酒々井町史史料集1）。村内には上郷・大崎・卜ケ崎・大鷲の4集落に分かれている。成田街道が村内の南北に縦貫していて、当村は酒々井宿の助郷村であるとともに、街道沿いの卜ケ崎には間（あい）の宿として水茶や・旅籠などがあった。佐倉牧の野付村で、毎年酒々井の野馬御払場の土手修理が課せられた。神社は駒形神社・菊賀神社・大鷲神社、寺院は日蓮宗妙楽寺・真言宗長福寺。明治6年千葉県に所属。同14年妙楽寺を仮校舎として岩橋学校が開校、同18年中川学校を合併。明治22年酒々井町の大字となる。

### 年表
- 1873年（明治6年） - 千葉県に所属。
- 1889年（明治22年）4月1日 - 酒々井町上岩橋になる。
  - 町村制施行し、酒々井町、下台村、馬橋村、墨村、飯積村、尾上村、中川村、上岩橋村、伊篠村、伊篠新田、篠山新田、今倉新田、下岩橋村、柏木村、本佐倉村、本佐倉町が合併し印旛郡酒々井町が発足。

## 世帯数と人口
2017年（平成29年）11月1日現在の世帯数と人口は以下の通りである。
| 大字   | 世帯数  | 人口    |
| ------ | ------- | ------- |
| 上岩橋 | 917世帯 | 1,886人 |

## 小・中学校の学区
町立小・中学校に通う場合、学区は以下の通りとなる。
| 番地 | 小学校                 | 中学校                 |
| ---- | ---------------------- | ---------------------- |
| 全域 | 酒々井町立酒々井小学校 | 酒々井町立酒々井中学校 |

## 施設
- 酒々井町立岩橋保育園
- 大鷲青年館
- 大崎自治会館
- 上郷自治会館
- 佐倉市八街市酒々井町消防組合酒々井消防署
- 大鷲神社
- 駒形神社
- 菊賀神社
- 長福寺
- 妙楽寺
- ふれあい公園
- 中川機場

## 交通

### 道路
- 国道
  - 国道51号
  - 国道296号
- 都道府県道
  - 千葉県道137号宗吾酒々井線